# Rulison (ядерное испытание)
Испытание Rulison, названное в честь сельской общины Rulison, штат Колорадо, было 40-килотонным ядерным испытанием США. Испытание проведено 10 сентября 1969 года, примерно в 13 км (8 милях) на юго-восток от города Гранд-Валли, штат Колорадо (ныне Парашют в округе Гарфилд, штат Колорадо). Испытание было одним из множества, проведенных в ходе "Операции Плаушер" (в советских изданиях использовалось название «Операция „Лемех“») — программы использования мирных ядерных взрывов на территории США. Мирная цель проекта Rulison состояла в том, чтобы определить, насколько легко природный газ может быть высвобожден из под земли.

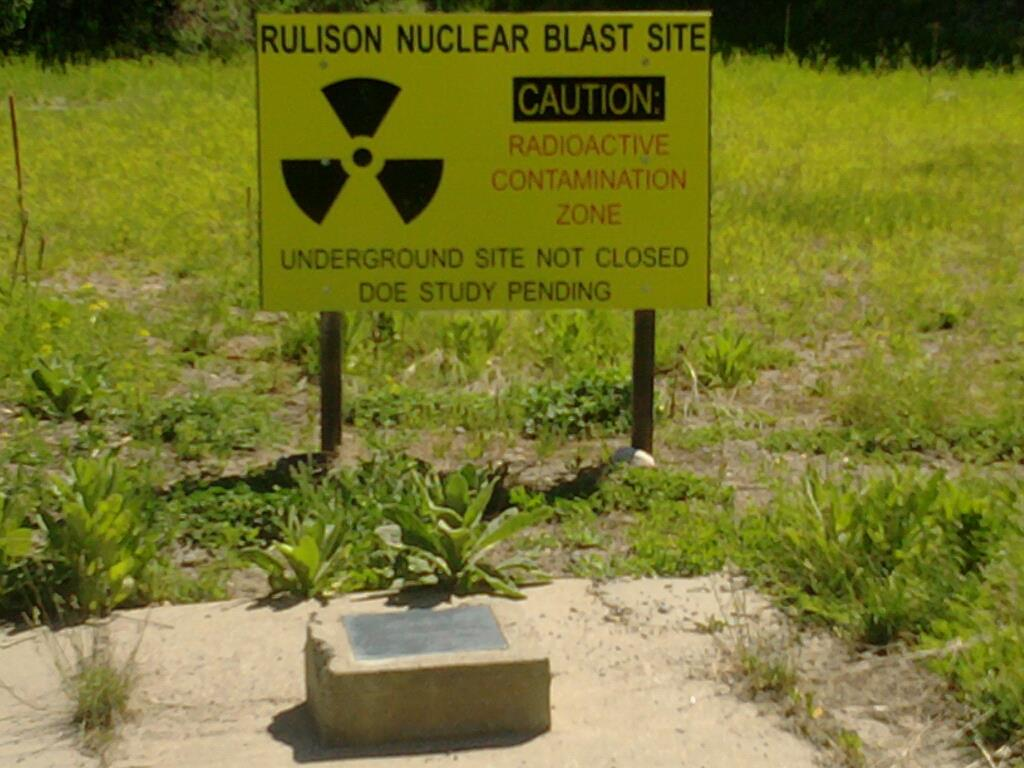
Плакат на месте испытания Rulison

## Итоги
Взрыв высвободил большие объемы природного газа, однако полученный газ имел остаточное загрязнение радионуклидами и стал непригоден для применения в целях, таких как приготовление пищи и отопление домов. Хотя значения вторичной радиации в извлечённом газе были в пределах допустимой нормы, в начале 1970-х годов стало ясно, что получить общественную поддержку любого продукта, даже минимально содержащего радиоактивные вещества в США будет трудно, если не невозможно.
Специалисты Департамента энергетики США начали очистку территории от радионуклидов в 1970, и завершили все работы к 1998. Буферная зона около места испытания до сих пор существует. Доклад Департамента энергетики от января 2005 года утверждает, что уровни радиации на поверхности и в грунтовых водах находятся в пределах нормы, хотя более поздний отчет, ожидаемый в 2007 году, должен содержать более подробное исследование подземного загрязнения, и независимо от того, распространялось ли радиоактивное загрязнение за пределы участка взрыва.
По состоянию на июнь 2005 года, техасская компания Presco, со штаб-квартирой в Хьюстоне, пыталась добыть природный газ в буферной зоне, используя четыре скважины. Первоначально компания получила одобрение для бурения одной скважины, но власти округа аннулировали разрешение, узнав о более обширных планах компании.
Это было второе из трёх ядерных испытаний программы «Плаушер» по изучению возможности извлечения природного газа с помощью ядерных взрывов. Два других проекта — Gasbuggy и Rio Blanco.
Плакат, возведенный в 1976 году, сейчас отмечает место, где произошел взрыв. До него можно доехать по грунтовой дороге Garfield County Route 338.